# Вильбоа (дворянский род)
Вильбоа (собственно Гиймо де Вильбоа; фр. Guillemot de Villebois) — русский дворянский род французского происхождения, в дальнейшем германизированный.

## История
Во Франции род принадлежал к дворянству мантии. Семья из бретонского портового города Ванна была окончательно признана дворянской в 1668 году (хотя самые ранние упоминания о самой семье относятся к XV веку). Первоначально члены семьи носили фамилию Гиймо; приставка де Вильбоа была добавлена в XVII веке для подчёркивания статуса, и только позже, в России, превратилась в основную часть фамилию.
Франсуа Гиймо (1681—1760), сын фармацевта и хирурга Жана Гиймо, сеньора де Вильбоа (1640—?), поступил на службу к Петру Великому во время Великого посольства. В России именовался Никитой Петровичем Вильбоа , достиг чина вице-адмирала и был наделён поместьями в только что присоединённой Прибалтике.
Его поместья унаследовали сыновья: генерал-майор Даниил Никитич Вильбоа (1711—1797) и генерал-фельдцейхмейстер Александр Никитич Вильбоа (1716—1781).
От них и произошли две известные ветви рода.
Среди его последующих представителей, Константин Петрович Вильбоа (1817—1882) являлся композитором. Как сочинитель опер, он, к сожалению, не достиг признания современников, зато создал множество романсов и других небольших вокальных произведений, сохранявших свою популярность весь XIX век. Франц Францевич (Франц Карл Теодор) Вильбоа (1836—1890) был скульптором.
В русской Прибалтике род Вильбоа был сопричислен к Эзельскому рыцарству, а его представители почти неизменно заключали браки с представительницами остзейских дворянских фамилий. Их жены происходили из семей Икскюль фон Гилдебранд, Глазенап, Будберг, Криденер, Фитингоф, Штакельберг и других. Это привело к германизации семьи, которая в конечном итоге стала частью остзейского (русско-немецкого) дворянства.